# 2911 Мијахелена
2911 Мијахелена (2911 Miahelena) је астероид главног астероидног појаса чија средња удаљеност од Сунца износи 2,798 астрономских јединица (АЈ).
Апсолутна магнитуда астероида је 11,3.